# Villers-sur-Authie
Villers-sur-Authie là một xã ở tỉnh Somme, vùng Hauts-de-France, Pháp.

## Địa lý
Thị trấn này có cự ly khoảng 17 dặm Anh (28 km) về phía bắc của Abbeville, trên đường D85.

## Dân số
| 1962                                                  | 1968 | 1975 | 1982 | 1990 | 1999 |
| ----------------------------------------------------- | ---- | ---- | ---- | ---- | ---- |
| 410                                                   | 420  | 365  | 379  | 354  | 362  |
| Số liệu dân số từ năm 1962, dân số không tính hai lần |      |      |      |      |      |